# Mörttjärnen (Västervåla socken, Västmanland)
Mörttjärnen är en sjö i Fagersta kommun i Västmanland och ingår i Norrströms huvudavrinningsområde.